# Flyingeby
Flyingeby är en småort i Södra Sandby socken i Lunds kommun.